# Ragnar Sigurðsson
Ragnar Sigurðsson (Reykjavík, 19 giugno 1986) è un ex calciatore islandese, di ruolo difensore.

## Caratteristiche tecniche

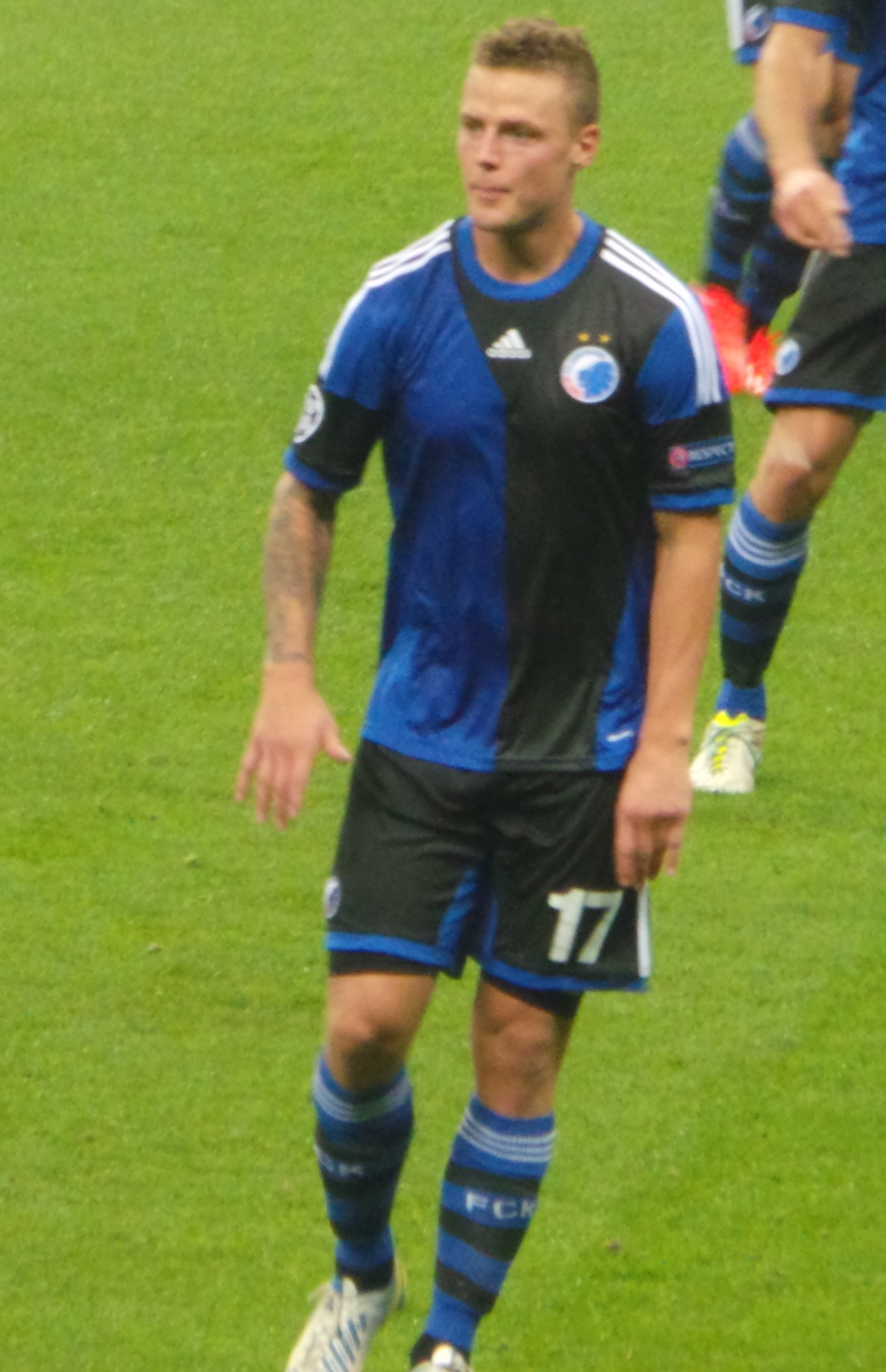
Sigurðsson nel 2013 al Copenaghen

È un difensore centrale.

## Carriera

### Club
Sigurðsson, dopo aver militato nelle giovanili del Fylkir di Reykjavík, nel 2004 viene promosso in prima squadra, con la quale gioca per due stagioni. Notato dall'IFK Göteborg, nel 2006 accetta il trasferimento in Svezia, mentre nel 2011 viene acquistato dal Copenaghen dove resta fino al 2014.
Dal gennaio del 2014 all'agosto del 2016 ha militato nei russi del Krasnodar.
Dopo un ottimo europeo si è trasferito al Fulham in Inghilterra.
Tuttavia con la maglia dei Cottagers ha giocato poco, venendo ceduto in prestito a fine stagione al Rubin Kazan'.
Terminato il prestito, nel gennaio 2018 il club londinese lo cede a titolo definitivo al Rostov.

### Nazionale
Fu convocato per la prima volta nella nazionale islandese nel maggio del 2007, ma la prima gara disputata è stata ad agosto, una partita amichevole pareggiata per 1-1 contro il Canada. Viene convocato per gli Europei 2016 in Francia. Durante la competizione segna il gol che consente all'Islanda di pareggiare contro l'Inghilterra, nella storica partita finita poi 2-1 per gli islandesi. L'avventura della selezione nordica termina ai quarti dove vengono eliminati con uno schiacciante 5-2 dalla Francia padrona di casa.
Viene convocato anche per i Mondiali di Russia 2018.
In precedenza aveva giocato nella nazionali giovanili islandesi Under-17, Under-19 e Under-21.

## Statistiche

### Presenze e reti nei club
Statistiche aggiornate al 22 luglio 2021.
| Stagione          | Squadra           | Campionato        | Campionato | Campionato | Coppe nazionali | Coppe nazionali | Coppe nazionali | Coppe continentali | Coppe continentali | Coppe continentali | Altre coppe | Altre coppe | Altre coppe | Totale | Totale |
| Stagione          | Squadra           | Comp              | Pres       | Reti       | Comp            | Pres            | Reti            | Comp               | Pres               | Reti               | Comp        | Pres        | Reti        | Pres   | Reti   |
| ----------------- | ----------------- | ----------------- | ---------- | ---------- | --------------- | --------------- | --------------- | ------------------ | ------------------ | ------------------ | ----------- | ----------- | ----------- | ------ | ------ |
| 2003              | Fylkir            | U                 | 0          | 0          | Bk              | ??              | ??              | -                  | -                  | -                  | -           | -           | -           | 0      | 0      |
| 2004              | Fylkir            | U                 | 3          | 0          | Bk              | ??              | ??              | -                  | -                  | -                  | -           | -           | -           | 3      | 0      |
| 2005              | Fylkir            | U                 | 17         | 1          | Bk              | ??              | ??              | -                  | -                  | -                  | -           | -           | -           | 17     | 1      |
| 2006              | Fylkir            | U                 | 18         | 1          | Bk              | ??              | ??              | -                  | -                  | -                  | -           | -           | -           | 18     | 1      |
| 2007              | IFK Göteborg      | A                 | 26         | 0          | SC              | 0               | 0               | -                  | -                  | -                  | -           | -           | -           | 26     | 0      |
| 2008              | IFK Göteborg      | A                 | 29         | 4          | SC              | 0               | 0               | UCL                | 3                  | 0                  | SC          | 1           | 0           | 33     | 4      |
| 2009              | IFK Göteborg      | A                 | 29         | 4          | SC              | 4               | 1               | UEL                | 2                  | 0                  | SC          | 1           | 0           | 36     | 5      |
| 2010              | IFK Göteborg      | A                 | 28         | 1          | SC              | 2               | 0               | UEL                | 2                  | 0                  | SC          | 1           | 0           | 33     | 1      |
| 2011              | IFK Göteborg      | A                 | 13         | 3          | SC              | 2               | 0               | -                  | -                  | -                  | -           | -           | -           | 15     | 2      |
| Totale Goteborg   | Totale Goteborg   | Totale Goteborg   | 125        | 12         |                 | 8               | 1               |                    | 7                  | 0                  |             | 3           | 0           | 143    | 13     |
| 2011-2012         | Copenaghen        | SL                | 24         | 1          | CD              | 5               | 0               | UCL+UEL            | 3+6                | 0+0                | -           | -           | -           | 38     | 1      |
| 2012-2013         | Copenaghen        | SL                | 31         | 3          | CD              | 0               | 0               | UCL+UEL            | 4+6                | 0+0                | -           | -           | -           | 41     | 3      |
| 2013-feb. 2014    | Copenaghen        | SL                | 14         | 0          | CD              | 2               | 0               | UCL                | 6                  | 0                  | -           | -           | -           | 22     | 0      |
| mar.-giu. 2014    | Krasnodar         | PL                | 6          | 0          | KR              | 3               | 0               | -                  | -                  | -                  | -           | -           | -           | 9      | 0      |
| 2014-2015         | Krasnodar         | PL                | 26         | 1          | KR              | 2               | 0               | UEL                | 11                 | 0                  | -           | -           | -           | 39     | 1      |
| 2015-2016         | Krasnodar         | PL                | 24         | 1          | KR              | 2               | 1               | UEL                | 9                  | 1                  | -           | -           | -           | 35     | 3      |
| lug.-ago. 2016    | Krasnodar         | PL                | 3          | 0          | KR              | 0               | 0               | UEL                | 0                  | 0                  | -           | -           | -           | 3      | 0      |
| Totale Krasnodar  | Totale Krasnodar  | Totale Krasnodar  | 59         | 2          |                 | 7               | 1               |                    | 20                 | 1                  |             | -           | -           | 86     | 4      |
| 2016-2017         | Fulham            | FLC               | 17         | 1          | FACup+CdL       | 1+0             | 0+0             | -                  | -                  | -                  | -           | -           | -           | 18     | 1      |
| ago.-dic. 2017    | Rubin             | PL                | 12         | 0          | KR              | 1               | 0               | -                  | -                  | -                  | -           | -           | -           | 13     | 0      |
| mar.-mag. 2018    | Rostov            | PL                | 9          | 0          | KR              | 0               | 0               | -                  | -                  | -                  | -           | -           | -           | 9      | 0      |
| 2018-2019         | Rostov            | PL                | 27         | 0          | KR              | 4               | 0               | -                  | -                  | -                  | -           | -           | -           | 31     | 0      |
| 2019-gen. 2020    | Rostov            | PL                | 13         | 0          | KR              | 0               | 0               | -                  | -                  | -                  | -           | -           | -           | 13     | 0      |
| Totle Rostov      | Totle Rostov      | Totle Rostov      | 49         | 0          |                 | 4               | 0               |                    | -                  | -                  |             | -           | -           | 53     | 0      |
| feb.-lug. 2020    | Copenaghen        | SL                | 0+3        | 0+0        | CD              | 0               | 0               | UEL                | 2                  | 0                  | -           | -           | -           | 5      | 0      |
| set.-dic. 2020    | Copenaghen        | SL                | 2          | 0          | CD              | 0               | 0               | UEL                | 2                  | 0                  | -           | -           | -           | 4      | 0      |
| Totale Copenaghen | Totale Copenaghen | Totale Copenaghen | 71+3       | 4          |                 | 7               | 0               |                    | 29                 | 0                  |             | -           | -           | 110    | 4      |
| feb.-mag. 2021    | Ruch L'viv        | PL                | 1          | 0          | KU              | 0               | 0               | -                  | -                  | -                  | -           | -           | -           | 1      | 0      |
| ago.-set. 2021    | Fylkir            | U                 | 5          | 0          | Bk              | 0               | 0               | -                  | -                  | -                  | -           | -           | -           | 5      | 0      |
| Totale Fylkir     | Totale Fylkir     | Totale Fylkir     | 43         | 2          |                 | 0+              | 0+              |                    | -                  | -                  |             | -           | -           | 43     | 2      |
| Totale carriera   | Totale carriera   | Totale carriera   | 380        | 21         |                 | 28+             | 2+              |                    | 56                 | 1                  |             | 3           | 0           | 467+   | 24+    |

### Cronologia presenze e reti in nazionale
| Cronologia completa delle presenze e delle reti in nazionale ― Islanda | Cronologia completa delle presenze e delle reti in nazionale ― Islanda | Cronologia completa delle presenze e delle reti in nazionale ― Islanda | Cronologia completa delle presenze e delle reti in nazionale ― Islanda | Cronologia completa delle presenze e delle reti in nazionale ― Islanda | Cronologia completa delle presenze e delle reti in nazionale ― Islanda | Cronologia completa delle presenze e delle reti in nazionale ― Islanda | Cronologia completa delle presenze e delle reti in nazionale ― Islanda |
| Data                                                                   | Città                                                                  | In casa                                                                | Risultato                                                              | Ospiti                                                                 | Competizione                                                           | Reti                                                                   | Note                                                                   |
| ---------------------------------------------------------------------- | ---------------------------------------------------------------------- | ---------------------------------------------------------------------- | ---------------------------------------------------------------------- | ---------------------------------------------------------------------- | ---------------------------------------------------------------------- | ---------------------------------------------------------------------- | ---------------------------------------------------------------------- |
| 22-8-2007                                                              | Reykjavík                                                              | Islanda                                                                | 1 – 1                                                                  | Canada                                                                 | Amichevole                                                             | -                                                                      |                                                                        |
| 8-9-2007                                                               | Reykjavík                                                              | Islanda                                                                | 1 – 1                                                                  | Spagna                                                                 | Qual. Euro 2008                                                        | -                                                                      | 61’                                                                    |
| 12-9-2007                                                              | Reykjavík                                                              | Islanda                                                                | 2 – 1                                                                  | Irlanda del Nord                                                       | Qual. Euro 2008                                                        | -                                                                      |                                                                        |
| 13-10-2007                                                             | Reykjavík                                                              | Islanda                                                                | 2 – 4                                                                  | Lettonia                                                               | Qual. Euro 2008                                                        | -                                                                      |                                                                        |
| 17-10-2007                                                             | Vaduz                                                                  | Liechtenstein                                                          | 3 – 0                                                                  | Islanda                                                                | Qual. Euro 2008                                                        | -                                                                      |                                                                        |
| 21-11-2007                                                             | Copenaghen                                                             | Danimarca                                                              | 3 – 0                                                                  | Islanda                                                                | Qual. Euro 2008                                                        | -                                                                      | 73’                                                                    |
| 4-2-2008                                                               | Ta' Qali                                                               | Malta                                                                  | 1 – 0                                                                  | Islanda                                                                | Amichevole                                                             | -                                                                      | 46’                                                                    |
| 6-2-2008                                                               | Ta' Qali                                                               | Armenia                                                                | 0 – 2                                                                  | Islanda                                                                | Amichevole                                                             | -                                                                      |                                                                        |
| 26-3-2008                                                              | Zlaté Moravce                                                          | Slovacchia                                                             | 1 – 2                                                                  | Islanda                                                                | Amichevole                                                             | -                                                                      |                                                                        |
| 11-10-2008                                                             | Rotterdam                                                              | Paesi Bassi                                                            | 2 – 0                                                                  | Islanda                                                                | Qual. Mondiali 2010                                                    | -                                                                      | 60’                                                                    |
| 11-2-2009                                                              | Murcia                                                                 | Islanda                                                                | 2 – 0                                                                  | Liechtenstein                                                          | Amichevole                                                             | -                                                                      |                                                                        |
| 5-9-2009                                                               | Reykjavík                                                              | Islanda                                                                | 1 – 1                                                                  | Norvegia                                                               | Qual. Mondiali 2010                                                    | -                                                                      | 90+2’                                                                  |
| 13-10-2009                                                             | Reykjavík                                                              | Islanda                                                                | 1 – 0                                                                  | Sudafrica                                                              | Amichevole                                                             | -                                                                      | 71’                                                                    |
| 3-3-2010                                                               | Larnaca                                                                | Cipro                                                                  | 0 – 0                                                                  | Islanda                                                                | Amichevole                                                             | -                                                                      | 67’                                                                    |
| 11-8-2010                                                              | Reykjavík                                                              | Islanda                                                                | 1 – 1                                                                  | Liechtenstein                                                          | Amichevole                                                             | -                                                                      | 49’                                                                    |
| 12-10-2010                                                             | Reykjavík                                                              | Islanda                                                                | 1 – 3                                                                  | Portogallo                                                             | Qual. Euro 2012                                                        | -                                                                      |                                                                        |
| 29-2-2012                                                              | Podgorica                                                              | Montenegro                                                             | 2 – 0                                                                  | Islanda                                                                | Amichevole                                                             | -                                                                      |                                                                        |
| 27-5-2012                                                              | Valenciennes                                                           | Francia                                                                | 3 – 2                                                                  | Islanda                                                                | Amichevole                                                             | -                                                                      | 38’                                                                    |
| 30-5-2012                                                              | Göteborg                                                               | Svezia                                                                 | 3 – 2                                                                  | Islanda                                                                | Amichevole                                                             | -                                                                      |                                                                        |
| 15-8-2012                                                              | Reykjavík                                                              | Islanda                                                                | 2 – 0                                                                  | Fær Øer                                                                | Amichevole                                                             | -                                                                      | 46’                                                                    |
| 7-9-2012                                                               | Reykjavík                                                              | Islanda                                                                | 2 – 0                                                                  | Norvegia                                                               | Qual. Mondiali 2014                                                    | -                                                                      |                                                                        |
| 11-9-2012                                                              | Larnaca                                                                | Cipro                                                                  | 1 – 0                                                                  | Islanda                                                                | Qual. Mondiali 2014                                                    | -                                                                      |                                                                        |
| 12-10-2012                                                             | Tirana                                                                 | Albania                                                                | 1 – 2                                                                  | Islanda                                                                | Qual. Mondiali 2014                                                    | -                                                                      |                                                                        |
| 16-10-2012                                                             | Reykjavík                                                              | Islanda                                                                | 0 – 2                                                                  | Svizzera                                                               | Qual. Mondiali 2014                                                    | -                                                                      |                                                                        |
| 6-2-2013                                                               | Reykjavík                                                              | Islanda                                                                | 0 – 2                                                                  | Russia                                                                 | Amichevole                                                             | -                                                                      |                                                                        |
| 22-3-2013                                                              | Lubiana                                                                | Slovenia                                                               | 1 – 2                                                                  | Islanda                                                                | Qual. Mondiali 2014                                                    | -                                                                      |                                                                        |
| 7-6-2013                                                               | Reykjavík                                                              | Islanda                                                                | 2 – 4                                                                  | Slovenia                                                               | Qual. Mondiali 2014                                                    | -                                                                      |                                                                        |
| 14-8-2013                                                              | Reykjavík                                                              | Islanda                                                                | 1 – 0                                                                  | Fær Øer                                                                | Amichevole                                                             | -                                                                      | 46’                                                                    |
| 6-9-2013                                                               | Berna                                                                  | Svizzera                                                               | 4 – 4                                                                  | Islanda                                                                | Qual. Mondiali 2014                                                    | -                                                                      |                                                                        |
| 10-9-2013                                                              | Reykjavík                                                              | Islanda                                                                | 2 – 1                                                                  | Albania                                                                | Qual. Mondiali 2014                                                    | -                                                                      |                                                                        |
| 11-10-2013                                                             | Reykjavík                                                              | Islanda                                                                | 2 – 0                                                                  | Cipro                                                                  | Qual. Mondiali 2014                                                    | -                                                                      |                                                                        |
| 15-10-2013                                                             | Oslo                                                                   | Norvegia                                                               | 1 – 1                                                                  | Islanda                                                                | Qual. Mondiali 2014                                                    | -                                                                      |                                                                        |
| 15-11-2013                                                             | Reykjavík                                                              | Islanda                                                                | 0 – 0                                                                  | Croazia                                                                | Qual. Mondiali 2014                                                    | -                                                                      |                                                                        |
| 19-11-2013                                                             | Zagabria                                                               | Croazia                                                                | 2 – 0                                                                  | Islanda                                                                | Qual. Mondiali 2014                                                    | -                                                                      | 44’                                                                    |
| 5-3-2014                                                               | Cardiff                                                                | Galles                                                                 | 3 – 1                                                                  | Islanda                                                                | Amichevole                                                             | -                                                                      | 46’                                                                    |
| 30-5-2014                                                              | Innsbruck                                                              | Austria                                                                | 1 – 1                                                                  | Islanda                                                                | Amichevole                                                             | -                                                                      | 46’                                                                    |
| 4-6-2014                                                               | Reykjavík                                                              | Islanda                                                                | 1 – 0                                                                  | Estonia                                                                | Amichevole                                                             | -                                                                      | 46’                                                                    |
| 9-9-2014                                                               | Reykjavík                                                              | Islanda                                                                | 3 – 0                                                                  | Turchia                                                                | Qual. Euro 2016                                                        | -                                                                      |                                                                        |
| 10-10-2014                                                             | Riga                                                                   | Lettonia                                                               | 0 – 3                                                                  | Islanda                                                                | Qual. Euro 2016                                                        | -                                                                      |                                                                        |
| 13-10-2014                                                             | Reykjavík                                                              | Islanda                                                                | 2 – 0                                                                  | Paesi Bassi                                                            | Qual. Euro 2016                                                        | -                                                                      |                                                                        |
| 12-11-2014                                                             | Bruxelles                                                              | Belgio                                                                 | 3 – 1                                                                  | Islanda                                                                | Amichevole                                                             | -                                                                      | 84’                                                                    |
| 16-11-2014                                                             | Plzeň                                                                  | Rep. Ceca                                                              | 2 – 1                                                                  | Islanda                                                                | Qual. Euro 2016                                                        | -                                                                      | 12’                                                                    |
| 28-3-2015                                                              | Astana                                                                 | Kazakistan                                                             | 0 – 3                                                                  | Islanda                                                                | Qual. Euro 2016                                                        | -                                                                      |                                                                        |
| 31-3-2015                                                              | Tallinn                                                                | Estonia                                                                | 1 – 1                                                                  | Islanda                                                                | Amichevole                                                             | -                                                                      | 46’                                                                    |
| 12-6-2015                                                              | Reykjavík                                                              | Islanda                                                                | 2 – 1                                                                  | Rep. Ceca                                                              | Qual. Euro 2016                                                        | 1                                                                      |                                                                        |
| 3-9-2015                                                               | Amsterdam                                                              | Paesi Bassi                                                            | 0 – 1                                                                  | Islanda                                                                | Qual. Euro 2016                                                        | -                                                                      |                                                                        |
| 6-9-2015                                                               | Reykjavík                                                              | Islanda                                                                | 0 – 0                                                                  | Kazakistan                                                             | Qual. Euro 2016                                                        | -                                                                      |                                                                        |
| 10-10-2015                                                             | Reykjavík                                                              | Islanda                                                                | 2 – 2                                                                  | Lettonia                                                               | Qual. Euro 2016                                                        | -                                                                      | 78’                                                                    |
| 13-10-2015                                                             | Konya                                                                  | Turchia                                                                | 1 – 0                                                                  | Islanda                                                                | Qual. Euro 2016                                                        | -                                                                      |                                                                        |
| 13-11-2015                                                             | Varsavia                                                               | Polonia                                                                | 4 – 2                                                                  | Islanda                                                                | Amichevole                                                             | -                                                                      |                                                                        |
| 17-11-2015                                                             | Žilina                                                                 | Slovacchia                                                             | 3 – 1                                                                  | Islanda                                                                | Amichevole                                                             | -                                                                      | 75’                                                                    |
| 13-1-2016                                                              | Abu Dhabi                                                              | Finlandia                                                              | 0 – 1                                                                  | Islanda                                                                | Amichevole                                                             | -                                                                      | 46’                                                                    |
| 16-1-2016                                                              | Abu Dhabi                                                              | Emirati Arabi Uniti                                                    | 2 – 1                                                                  | Islanda                                                                | Amichevole                                                             | -                                                                      |                                                                        |
| 24-3-2016                                                              | Herning                                                                | Danimarca                                                              | 2 – 1                                                                  | Islanda                                                                | Amichevole                                                             | -                                                                      |                                                                        |
| 1-6-2016                                                               | Oslo                                                                   | Norvegia                                                               | 3 – 2                                                                  | Islanda                                                                | Amichevole                                                             | -                                                                      |                                                                        |
| 6-6-2016                                                               | Reykjavík                                                              | Islanda                                                                | 4 – 0                                                                  | Liechtenstein                                                          | Amichevole                                                             | -                                                                      |                                                                        |
| 14-6-2016                                                              | Saint-Etienne                                                          | Portogallo                                                             | 1 – 1                                                                  | Islanda                                                                | Euro 2016 - 1º turno                                                   | -                                                                      |                                                                        |
| 18-6-2016                                                              | Marsiglia                                                              | Islanda                                                                | 1 – 1                                                                  | Ungheria                                                               | Euro 2016 - 1º turno                                                   | -                                                                      |                                                                        |
| 22-6-2016                                                              | Saint-Denis                                                            | Islanda                                                                | 2 – 1                                                                  | Austria                                                                | Euro 2016 - 1º turno                                                   | -                                                                      |                                                                        |
| 27-6-2016                                                              | Nizza                                                                  | Inghilterra                                                            | 1 – 2                                                                  | Islanda                                                                | Euro 2016 - Ottavi di finale                                           | 1                                                                      |                                                                        |
| 3-7-2016                                                               | Saint-Denis                                                            | Francia                                                                | 5 – 2                                                                  | Islanda                                                                | Euro 2016 - Quarti di finale                                           | -                                                                      |                                                                        |
| 5-9-2016                                                               | Kiev                                                                   | Ucraina                                                                | 1 – 1                                                                  | Islanda                                                                | Qual. Mondiali 2018                                                    | -                                                                      |                                                                        |
| 6-10-2016                                                              | Reykjavík                                                              | Islanda                                                                | 3 – 2                                                                  | Finlandia                                                              | Qual. Mondiali 2018                                                    | 1                                                                      |                                                                        |
| 9-10-2016                                                              | Reykjavík                                                              | Islanda                                                                | 2 – 0                                                                  | Turchia                                                                | Qual. Mondiali 2018                                                    | -                                                                      |                                                                        |
| 12-11-2016                                                             | Zagabria                                                               | Croazia                                                                | 2 – 0                                                                  | Islanda                                                                | Qual. Mondiali 2018                                                    | -                                                                      |                                                                        |
| 15-11-2016                                                             | Ta' Qali                                                               | Malta                                                                  | 0 – 2                                                                  | Islanda                                                                | Amichevole                                                             | -                                                                      | 80’                                                                    |
| 24-3-2017                                                              | Kosovska Mitrovica                                                     | Kosovo                                                                 | 1 – 2                                                                  | Islanda                                                                | Qual. Mondiali 2018                                                    | -                                                                      |                                                                        |
| 28-3-2017                                                              | Dublino                                                                | Irlanda                                                                | 0 – 1                                                                  | Islanda                                                                | Amichevole                                                             | -                                                                      | 53’                                                                    |
| 11-6-2017                                                              | Reykjavík                                                              | Islanda                                                                | 1 – 0                                                                  | Croazia                                                                | Qual. Mondiali 2018                                                    | -                                                                      |                                                                        |
| 2-9-2017                                                               | Tampere                                                                | Finlandia                                                              | 1 – 0                                                                  | Islanda                                                                | Qual. Mondiali 2018                                                    | -                                                                      | 32’                                                                    |
| 5-9-2017                                                               | Reykjavík                                                              | Islanda                                                                | 2 – 0                                                                  | Ucraina                                                                | Qual. Mondiali 2018                                                    | -                                                                      |                                                                        |
| 6-10-2017                                                              | Eskişehir                                                              | Turchia                                                                | 0 – 3                                                                  | Islanda                                                                | Qual. Mondiali 2018                                                    | -                                                                      |                                                                        |
| 9-10-2017                                                              | Reykjavík                                                              | Islanda                                                                | 2 – 0                                                                  | Kosovo                                                                 | Qual. Mondiali 2018                                                    | -                                                                      |                                                                        |
| 14-11-2017                                                             | Doha                                                                   | Qatar                                                                  | 1 – 1                                                                  | Islanda                                                                | Amichevole                                                             | -                                                                      | 46’                                                                    |
| 28-3-2018                                                              | Lipsia                                                                 | Perù                                                                   | 3 – 1                                                                  | Islanda                                                                | Amichevole                                                             | -                                                                      |                                                                        |
| 2-6-2018                                                               | Reykjavík                                                              | Islanda                                                                | 2 – 3                                                                  | Norvegia                                                               | Amichevole                                                             | -                                                                      | 46’                                                                    |
| 7-6-2018                                                               | Reykjavík                                                              | Islanda                                                                | 2 – 2                                                                  | Ghana                                                                  | Amichevole                                                             | -                                                                      |                                                                        |
| 16-6-2018                                                              | Mosca                                                                  | Argentina                                                              | 1 – 1                                                                  | Islanda                                                                | Mondiali 2018 - 1º turno                                               | -                                                                      |                                                                        |
| 22-6-2018                                                              | Volgograd                                                              | Nigeria                                                                | 2 – 0                                                                  | Islanda                                                                | Mondiali 2018 - 1º turno                                               | -                                                                      | 65’                                                                    |
| 26-6-2018                                                              | Rostov                                                                 | Islanda                                                                | 1 – 2                                                                  | Croazia                                                                | Mondiali 2018 - 1º turno                                               | -                                                                      | 71’                                                                    |
| 8-9-2018                                                               | San Gallo                                                              | Svizzera                                                               | 6 – 0                                                                  | Islanda                                                                | UEFA Nations League 2018-2019 - 1º turno                               | -                                                                      | 52’                                                                    |
| 11-9-2018                                                              | Reykjavík                                                              | Islanda                                                                | 0 – 3                                                                  | Belgio                                                                 | UEFA Nations League 2018-2019 - 1º turno                               | -                                                                      |                                                                        |
| 11-10-2018                                                             | Guingamp                                                               | Francia                                                                | 2 – 2                                                                  | Islanda                                                                | Amichevole                                                             | -                                                                      |                                                                        |
| 15-10-2018                                                             | Reykjavík                                                              | Islanda                                                                | 1 – 2                                                                  | Svizzera                                                               | UEFA Nations League 2018-2019 - 1º turno                               | -                                                                      | 90+3’                                                                  |
| 22-3-2019                                                              | Andorra la Vella                                                       | Andorra                                                                | 0 – 2                                                                  | Islanda                                                                | Qual. Euro 2020                                                        | -                                                                      |                                                                        |
| 25-3-2019                                                              | Saint-Denis                                                            | Francia                                                                | 4 – 0                                                                  | Islanda                                                                | Qual. Euro 2020                                                        | -                                                                      |                                                                        |
| 8-6-2019                                                               | Reykjavík                                                              | Islanda                                                                | 1 – 0                                                                  | Albania                                                                | Qual. Euro 2020                                                        | -                                                                      |                                                                        |
| 11-6-2019                                                              | Reykjavík                                                              | Islanda                                                                | 2 – 1                                                                  | Turchia                                                                | Qual. Euro 2020                                                        | 2                                                                      |                                                                        |
| 7-9-2019                                                               | Reykjavík                                                              | Islanda                                                                | 3 – 0                                                                  | Moldavia                                                               | Qual. Euro 2020                                                        | -                                                                      |                                                                        |
| 10-9-2019                                                              | Elbasan                                                                | Albania                                                                | 4 – 2                                                                  | Islanda                                                                | Qual. Euro 2020                                                        | -                                                                      |                                                                        |
| 11-10-2019                                                             | Reykjavík                                                              | Islanda                                                                | 0 – 1                                                                  | Francia                                                                | Qual. Euro 2020                                                        | -                                                                      | 43’                                                                    |
| 14-10-2019                                                             | Reykjavík                                                              | Islanda                                                                | 2 – 0                                                                  | Andorra                                                                | Qual. Euro 2020                                                        | -                                                                      | 68’                                                                    |
| 14-11-2019                                                             | Istanbul                                                               | Turchia                                                                | 0 – 0                                                                  | Islanda                                                                | Qual. Euro 2020                                                        | -                                                                      |                                                                        |
| 17-11-2019                                                             | Chișinău                                                               | Moldavia                                                               | 1 – 2                                                                  | Islanda                                                                | Qual. Euro 2020                                                        | -                                                                      | cap.                                                                   |
| 8-10-2020                                                              | Reykjavík                                                              | Islanda                                                                | 2 – 1                                                                  | Romania                                                                | Qual. Euro 2020                                                        | -                                                                      | 62’                                                                    |
| 11-10-2020                                                             | Reykjavík                                                              | Islanda                                                                | 0 – 3                                                                  | Danimarca                                                              | UEFA Nations League 2020-2021 - 1º turno                               | -                                                                      |                                                                        |
| 12-11-2020                                                             | Budapest                                                               | Ungheria                                                               | 2 – 1                                                                  | Islanda                                                                | Qual. Euro 2020                                                        | -                                                                      |                                                                        |
| Totale                                                                 |                                                                        | Presenze (5º posto)                                                    | 97                                                                     |                                                                        | Reti                                                                   | 5                                                                      |                                                                        |

## Palmarès

### Club

#### Competizioni nazionali
- Campionato danese: 1

Copenaghen: 2012-2013
- Campionato svedese: 1

IFK Göteborg: 2007
- Coppa di Svezia: 1

IFK Göteborg: 2008
- Supercoppa di Svezia: 1

IFK Göteborg: 2008
- Coppa di Danimarca: 1

Copenhagen: 2011-2012